# Станчешти Ларга (Горж)
Станчешти Ларга (рум. Stăncești Larga) насеље је у Румунији у округу Горж у општини Мушетешти. Oпштина се налази на надморској висини од 478 m.

## Становништво
Према подацима из 2002. године у насељу је живело 259 становника, од којих су сви румунске националности.